# Riu Ose
El riu Ose o Osse és una corrent fluvial de Nigèria que neix al nord d'Ajowa-Akoko a l'estat d'Ondo, baixa cap al sud a l'est de l'estat d'Ondo passant prop d'Ifon (donant nom a una LGA de la que Ifon és capital), després es desvia a l'oest, entrant a l'estat d'Edo; baixa més endavant cap al sud, fins que arriba al riu Benín on desaigua.